# 阿内维尔拉普赖里
阿内维尔拉普赖里（法語：Annéville-la-Prairie，法語發音：[anevil la pʁɛʁi]）是法国上马恩省的一个市镇，位于该省中西部，属于肖蒙区。

## 地理
阿内维尔拉普赖里（48°11'50"N, 5°5'2"E）面积5.22 平方千米，位于法国大東部大區上马恩省，该省份为法国东北部内陆省份，北起马恩省和默兹省，西接奥布省，西南接科多尔省，东南接上索恩省，东临孚日省。
与阿内维尔拉普赖里接壤的市镇（或旧市镇、城区）包括：拉芒西讷、默尔、奥尔穆瓦-莱塞克斯方丹、乌丹库尔、博洛涅。

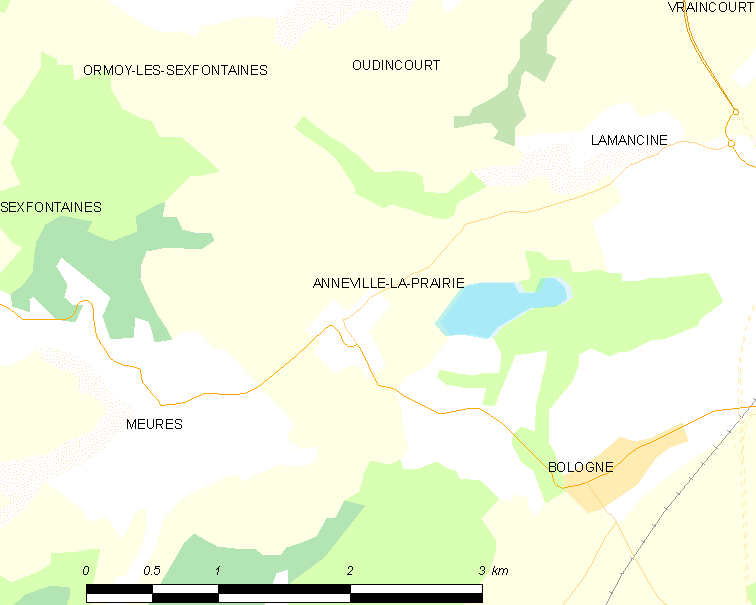
阿内维尔拉普赖里的OSM定位图

阿内维尔拉普赖里的时区为UTC+01:00、UTC+02:00（夏令时）。

## 行政
阿内维尔拉普赖里的邮政编码为52310，INSEE市镇编码为52011。

## 政治
阿内维尔拉普赖里所属的省级选区为博洛涅县。

## 人口

1962-2008年间阿内维尔拉普赖里人口变化图示

阿内维尔拉普赖里于2022年1月1日时的人口数量为94人。